# Torneo Apertura 2020 (Bolivia)
El Torneo Apertura 2020 fue el torneo con el que inició la temporada de la División de Fútbol Profesional. El torneo se suspendió en marzo de 2020 debido a la pandemia de coronavirus en Bolivia, se acordó reanudar la competencia el 27 de noviembre y finalizar el torneo el 31 de diciembre de 2020. Así mismo se modificó el reglamento y este torneo clasificó a los equipos bolivianos a la Copa Libertadores 2021.

## Sistema de juego
Se disputó por el sistema de todos contra todos, a dos ruedas. El equipo que obtuvo más puntos fue campeón.

## Televisión

### A nivel nacional
| Canal                        | Partidos                               | Elección |
| ---------------------------- | -------------------------------------- | -------- |
| Tigo Sports                  | 7 por jornada (Todos)                  | 1        |
| Inter Satelital & Cotas Ltda | 4 por jornada                          | 2        |
| Bolívar TV                   | todos los partidos de local de Bolívar | 4        |

### A nivel internacional
| Canal                                  | Partidos                                                               | Elección                                                 |
| -------------------------------------- | ---------------------------------------------------------------------- | -------------------------------------------------------- |
| DirecTV (Sólo disponible en Argentina) | 4 - 5 por jornada                                                      | 1                                                        |
| Fut-Bo.com                             | 6 - 7 por jornada (Excepto por todos los partidos de local de Bolívar) | 2                                                        |
| Bolívar TV                             | todos los partidos de local de Bolívar                                 | 3 Archivado el 16 de febrero de 2020 en Wayback Machine. |

## Árbitros
Esta es la lista de todos los árbitros disponibles que podrán dirigir partidos este torneo. Los árbitros que aparecen en la lista, pueden dirigir en las otras dos categorías profesionales, si la FBF así lo estime conveniente.
| Árbitros           | Edad    | Categoría          |
| ------------------ | ------- | ------------------ |
| Jordy Alemán       | -       | Bandera de Bolivia |
| Joaquín Antequera  | -       | Bandera de Bolivia |
| Nelson Barros      | -       | Bandera de Bolivia |
| Álvaro Campos      | -       | Bandera de Bolivia |
| Juan Castro        | -       | Bandera de Bolivia |
| Gado Flores        | -       | Bandera de Bolivia |
| Carlos García      | -       | Bandera de Bolivia |
| Juan Nelio García  | 43 años |                    |
| Julio Gutiérrez    | -       | Bandera de Bolivia |
| José Jordán        | 47 años |                    |
| Jorge Justiniano   | -       | Bandera de Bolivia |
| Alejandro Mancilla | -       | Bandera de Bolivia |
| Ivo Méndez         | 34 años |                    |
| Raúl Orosco        | 46 años |                    |
| Hostin Prado       | -       | Bandera de Bolivia |
| Orlando Quintana   | -       | Bandera de Bolivia |
| Rafael Subirana    | -       | Bandera de Bolivia |
| Gery Vargas        | 44 años |                    |
| Luis Yrusta        | 46 años |                    |

## Clubes participantes

### Distribución geográfica de los clubes
| Departamento | Cantidad | Club               |
| ------------ | -------- | ------------------ |
| Santa Cruz   | 5        | Blooming           |
| Santa Cruz   | 5        | Guabirá            |
| Santa Cruz   | 5        | Oriente Petrolero  |
| Santa Cruz   | 5        | Real Santa Cruz    |
| Santa Cruz   | 5        | Royal Pari         |
| La Paz       | 3        | Always Ready       |
| La Paz       | 3        | Bolívar            |
| La Paz       | 3        | The Strongest      |
| Cochabamba   | 3        | Atlético Palmaflor |
| Cochabamba   | 3        | Aurora             |
| Cochabamba   | 3        | Wilstermann        |
| Potosí       | 2        | Nacional Potosí    |
| Potosí       | 2        | Real Potosí        |
| Oruro        | 1        | San José           |

### Información de los clubes
| Club                                 | Entrenador            | Ciudad                          | Estadio                                 | Capacidad     | Marca                     | Patrocinador                      |
| ------------------------------------ | --------------------- | ------------------------------- | --------------------------------------- | ------------- | ------------------------- | --------------------------------- |
| Always Ready                         | Omar Asad             | El Alto                         | Municipal de El Alto                    | 25 000        | CAR Store                 | Bandera de Bolivia                |
| Atlético Palmaflor                   | Xavier Azkargorta     | Quillacollo                     | Municipal de Quillacollo Félix Capriles | 5 000 32 000  | Oxígeno Wear              | Gobierno Municipal de Quillacollo |
| Aurora                               | Humberto Viviani      | Cochabamba                      | Félix Capriles                          | 32 000        | Boutique Celeste          | Cerveza Burguesa                  |
| Blooming                             | Miguel Ponce          | Santa Cruz de la Sierra         | Ramón Aguilera Costas                   | 38 500        | Blooming Oficial          | Bandera de Bolivia                |
| Bolívar                              | José Ignacio González | Nuestra Señora de La Paz        | Hernando Siles Simón Bolívar            | 42 000 5 000  | Bandera de España         | Chevrolet                         |
| Guabirá                              | Víctor Hugo Andrada   | Montero                         | Gilberto Parada                         | 18 000        | Olive Sport               | Azúcar Guabirá Celina             |
| Jorge Wilstermann                    | Cristian Díaz         | Cochabamba                      | Félix Capriles                          | 32 000        | 4KM                       | Campero COBOCE                    |
| Nacional Potosí                      | Sebastián Nuñez       | Potosí                          | Víctor Agustín Ugarte                   | 30 000        | Willys Athletic           | Cerveza Potosina                  |
| Oriente Petrolero                    | Pablo Sánchez         | Santa Cruz de la Sierra         | Ramón Aguilera Costas                   | 38 500        | Bandera de España · Kelme | Cerabol                           |
| Real Potosí                          | Raúl Musuruana        | Potosí                          | Víctor Agustín Ugarte                   | 30 000        | Unosport                  | Cerveza Potosina                  |
| Real Santa Cruz                      | José Peña             | Santa Cruz de la Sierra         | Estadio Real Santa Cruz                 | 12 000        | Arce                      | Tierra y Techo Nueva Santa Cruz   |
| Royal Pari                           | Miguel Ángel Portugal | Santa Cruz de la Sierra Montero | Ramón Aguilera Costas                   | 38 500        | Hidra Ropa Deportiva      | Grupo Sion                        |
| San José                             | José Ferrufino        | Oruro                           | Jesús Bermúdez                          | 30 000        | Willys Athletic           | Bandera de Paraguay               |
| The Strongest                        | Alberto Illanes       | Nuestra Señora de La Paz        | Hernando Siles Rafael Mendoza           | 42 000 10 000 | Bandera de Ecuador        | Aceros Arequipa                   |
| Actualizado el 21 de febrero de 2020 |                       |                                 |                                         |               |                           |                                   |
| 1.                                   |                       |                                 |                                         |               |                           |                                   |

### Entrenadores

#### Cambios de entrenadores

##### Pretemporada
| Equipo | Entrenador Saliente | Último Partido | Fecha | Entrenador Sucesor |
| ------ | ------------------- | -------------- | ----- | ------------------ |
|        |                     | :              |       | 0                  |

##### Durante el Torneo
| Equipo          | Pos. | Entrenador Saliente    | Último Partido                      | Fecha | Entrenador Sucesor     | Fecha Debut       |
| --------------- | ---- | ---------------------- | ----------------------------------- | ----- | ---------------------- | ----------------- |
| Real Potosí     | 12.  | Walter Grazziosi       | Aurora 4:0 Real Potosí              | 1.º   | Marcos Ferrufino       | 2.º               |
| The Strongest   | 13.  | Mauricio Soria         | Nacional Potosí 3:1 The Strongest   | 10.º  | Luis Orosco (interino) | 1.º (complemento) |
| Nacional Potosí | 10.  | Jeaustin Campos        | Real Santa Cruz 2:1 Nacional Potosí | 11.º  | Sebastián Nuñez        | 12.º              |
| The Strongest   | 7.   | Luis Orosco (interino) | The Strongest 6:2 Guabirá           | 11.º  | Alberto Illanes        | 12.º              |

### Jugadores

#### Jugador categoría Sub-20
Es el único cambio en el reglamento para la temporada 2019. El Consejo de la División Profesional aprobó la inclusión obligatoria de un jugador de la categoría sub-20 durante 45 minutos.
en caso de que el jugador fuera expulsado, no es necesario que se vuelva a incluir a otro futbolista sub-20; sin embargo, en caso de que éste se lesionara, debe ser reemplazado por otro de la misma categoría.

#### Jugadores extranjeros
Cada equipo pudo incluir dentro de su lista un máximo de seis jugadores extranjeros, permitiéndose un máximo de 4 jugadores extranjeros simultáneos en cancha. Los jugadores extranjeros que tengan uno o los dos padres bolivianos, son bolivianos en las listas y en el terreno de juego. Durante el período de fichajes los equipos pueden tener más de 6 jugadores extranjeros en sus filas siempre y cuando el jugador no esté inscrito reglamentariamente.
| Jugadores extranjeros habilitados  | Jugadores extranjeros habilitados | Jugadores extranjeros habilitados | Jugadores extranjeros habilitados | Jugadores extranjeros habilitados | Jugadores extranjeros habilitados | Jugadores extranjeros habilitados | Jugadores extranjeros habilitados | Jugadores extranjeros habilitados       |
| Equipo                             | Jugador 1                         | Jugador 2                         | Jugador 3                         | Jugador 4                         | Jugador 5                         | Jugador 6                         | Jugador Nacionalizado             | Jugador Padres Bolivianos               |
| ---------------------------------- | --------------------------------- | --------------------------------- | --------------------------------- | --------------------------------- | --------------------------------- | --------------------------------- | --------------------------------- | --------------------------------------- |
| Always Ready                       | Gustavo Britos                    | Javier Sanguinetti                | Marcos Barrera                    | Rafael Silva                      | Marc Enoumba                      |                                   | Nelson Cabrera Marcos Ovejero     |                                         |
| Atlético Palmaflor                 | Matías Abelairas                  | Jefferson Tavares                 | Thiago Dos Santos                 | Claudio Santis                    | Iván Cañete                       | Bismarck Ubah                     | Robson Dos Santos                 |                                         |
| Aurora                             | Manuel Morello                    | Marcelo Aguirre                   | Edgar Vieira Gomes                | Huberth Alonso Sánchez            | Erick Rivera                      |                                   | Enrique David Díaz                |                                         |
| Blooming                           | Gustavo Martín Fernández          | Rafael Allan Mollercke            | Rafael Barros Silva               | Evanildo Borges Barbosa           | Christian Latorre                 | Fernando Arismendi                |                                   | Edwin Junior Sánchez Antonio Bustamante |
| Bolívar                            | Jorge Pereyra Díaz                | Marcos Riquelme                   | Emiliano Vecchio                  | Roberto Domínguez                 | Fidencio Oviedo                   | Teodoro Paredes                   |                                   |                                         |
| Guabirá                            | Juan Vogliotti                    | Alejandro Quintana                | Bruno Pascua                      | Nelson Amarilla                   | Martín Galain                     | Rodderyck Perozo                  |                                   |                                         |
| Jorge Wilstermann                  | Cristian Chávez                   | Marco Torsiglieri                 | Esteban Orfano                    | Serginho                          | Arnaldo Giménez                   | Ismael Benegas                    |                                   | Alejandro Meleán                        |
| Nacional Potosí                    | Mauro Bustamante                  | Luis Carlos Arias                 | Alexis Hinestroza                 | Paolo Jiménez                     | Nicolás Royón                     | Rodrigo Cabrera                   |                                   |                                         |
| Oriente Petrolero                  | Daniel Franco                     | Norberto Palmieri                 | Jaime Carreño                     | Óscar Salinas                     | Marco Bueno                       | Juan Diego Gutiérrez              |                                   |                                         |
| Real Potosí                        | Nicolás Aguirre                   | Joan Juncos                       | Maximiliano Gómez                 | Federico Domínguez                | Mariano Berriex                   | Fran Pastor                       | Matías Aguirre                    | Gerardo Yecerotte                       |
| Real Santa Cruz                    | Leonardo Romero                   | Lucas Gómez                       | Ezequiel Michelli                 | Carlos Navas                      | Marcel Román                      | José Caraballo                    | Martín Palavicini                 |                                         |
| Royal Pari                         | Luciano Ursino                    | Thiago Ribeiro                    | John Mosquera                     | Anier Figueroa                    | Alonso Sánchez González           | Iker Hernández                    | Damián Lizio Mariano Brau         |                                         |
| San José                           | Kevin Ceceri                      | Marco Morgon                      | César Mena                        |                                   |                                   |                                   | Marcelo Gomes                     | Edivaldo Rojas                          |
| The Strongest                      | Willie Barbosa                    | Harold Reina                      | Rolando Blackburn                 | Gonzalo Godoy                     | Gonzalo Castillo                  |                                   | Fernando Martelli Jair Reinoso    | Maximiliano Ortiz                       |
| Actualizado el 31 de enero de 2019 |                                   |                                   |                                   |                                   |                                   |                                   |                                   |                                         |

## Sedes

### Estadios
Listados de los estadios que utilizan los equipos participantes y su respectiva información, ordenados según su capacidad.
| Hernando Siles                                         |
| La Paz                                                 |
|                                                        |
| Capacidad: 41 090                                      |
| Propietario: Gobierno Autónomo Departamental de La Paz |

| Ramón Aguilera Costas                                      |
| Santa Cruz de la Sierra                                    |
|                                                            |
| Capacidad: 38 500                                          |
| Propietario: Gobierno Autónomo Departamental de Santa Cruz |

| Jesús Bermúdez                                        |
| Oruro                                                 |
|                                                       |
| Capacidad: 33 795                                     |
| Propietario: Gobierno Autónomo Departamental de Oruro |

| Félix Capriles                                             |
| Cochabamba                                                 |
|                                                            |
| Capacidad: 32 000                                          |
| Propietario: Gobierno Autónomo Departamental de Cochabamba |

| Víctor Agustín Ugarte                           |
| Potosí                                          |
|                                                 |
| Capacidad: 30 000                               |
| Propietario: Servicio Departamental de Deportes |

| Municipal de El Alto                                |
| El Alto                                             |
|                                                     |
| Capacidad: 25 000                                   |
| Propietario: Gobierno Autónomo Municipal de El Alto |

| Estadio Gilberto Parada                             |
| Montero                                             |
|                                                     |
| Capacidad: 18 000                                   |
| Propietario: Gobierno Autónomo Municipal de Montero |

| Estadio Real Santa Cruz           |
| Santa Cruz de la Sierra           |
|                                   |
| Capacidad: 14 000                 |
| Propietario: Club Real Santa Cruz |

| Rafael Mendoza Castellón   |
| La Paz                     |
|                            |
| Capacidad: 14 000          |
| Propietario: The Strongest |

| Municipal de Quillacollo                                |
| Quillacollo                                             |
|                                                         |
| Capacidad: 8 000                                        |
| Propietario: Gobierno Autónomo Municipal de Quillacollo |

| Libertador Simón Bolívar  |
| La Paz                    |
|                           |
| Capacidad: 5 000          |
| Propietario: Club Bolívar |

## Tabla de posiciones final
|                                        | Pos. | Equipos            | Mov. | PJ | PG | PE | PP | GF | GC | Dif. | Pts. | Clasificado 2021              |
| -------------------------------------- | ---- | ------------------ | ---- | -- | -- | -- | -- | -- | -- | ---- | ---- | ----------------------------- |
|                                        | 1.   | Always Ready       |      | 26 | 16 | 3  | 7  | 59 | 29 | +30  | 51   | Copa Libertadores (Bolivia 1) |
|                                        | 2.   | The Strongest      |      | 26 | 16 | 2  | 8  | 65 | 35 | +30  | 50   |                               |
|                                        | 3.   | Bolívar            |      | 26 | 15 | 4  | 7  | 60 | 29 | +31  | 49   |                               |
|                                        | 4.   | Royal Pari         |      | 26 | 14 | 4  | 8  | 42 | 34 | +8   | 46   |                               |
|                                        | 5.   | Jorge Wilstermann  |      | 26 | 12 | 6  | 8  | 36 | 28 | +8   | 42   |                               |
|                                        | 6.   | Guabirá            |      | 26 | 13 | 3  | 10 | 44 | 43 | 0    | 42   |                               |
|                                        | 7.   | Nacional Potosí    |      | 26 | 11 | 6  | 9  | 34 | 35 | −1   | 39   |                               |
|                                        | 8.   | Atlético Palmaflor |      | 26 | 11 | 5  | 10 | 29 | 30 | −1   | 38   |                               |
|                                        | 9.   | Blooming           |      | 26 | 12 | 2  | 12 | 38 | 43 | −5   | 38   |                               |
|                                        | 10.  | Oriente Petrolero  |      | 26 | 9  | 3  | 14 | 37 | 51 | −14  | 30   |                               |
|                                        | 11.  | Aurora             |      | 26 | 6  | 5  | 15 | 26 | 37 | −11  | 23   |                               |
|                                        | 12.  | Real Potosí        |      | 26 | 6  | 5  | 15 | 35 | 59 | −24  | 23   |                               |
|                                        | 13.  | San José           |      | 26 | 7  | 4  | 15 | 27 | 52 | −25  | 23   |                               |
|                                        | 14.  | Real Santa Cruz    |      | 26 | 6  | 5  | 15 | 36 | 62 | −26  | 23   |                               |
| Actualizado el 31 de diciembre de 2020 |      |                    |      |    |    |    |    |    |    |      |      |                               |

### Campeón
| |
| Always Ready 1.er título de División Profesional 3.er título de Primera División Clasificado a Copa Conmebol Libertadores 2021 (Bolivia 1) |

## Evolución de la clasificación
| Jornada / Equipo   | 1  | 2  | 3  | 4  | 5  | 6  | 7  | 8  | 9  | 10 | 11 | 12 | 13 | 14 | 15 | 16 | 17 | 18 | 19 | 20 | 21 | 22 | 23 | 24 | 25 | 26 |
| Jornada / Equipo   |    |    |    |    |    |    |    |    |    |    |    |    |    |    |    |    |    |    |    |    |    |    |    |    |    |    |
| ------------------ | -- | -- | -- | -- | -- | -- | -- | -- | -- | -- | -- | -- | -- | -- | -- | -- | -- | -- | -- | -- | -- | -- | -- | -- | -- | -- |
| Always Ready       | 10 | 6  | 4  | 2  | 1  | 1  | 2  | 2  | 1  | 2  | 1  | 2  | 4  | 2  | 4  | 2  | 4  | 4  | 3  | 3  | 2  | 3  | 3  | 2  | 1  | 1  |
| The Strongest      | 9  | 12 | 9  | 11 | 12 | 13 | 12 | 12 | 12 | 13 | 7  | 1  | 1  | 1  | 1  | 1  | 1  | 1  | 1  | 2  | 1  | 2  | 2  | 3  | 2  | 2  |
| Bolívar            | 2  | 1  | 1  | 1  | 3  | 3  | 3  | 3  | 2  | 1  | 3  | 3  | 2  | 5  | 3  | 3  | 2  | 2  | 2  | 1  | 3  | 1  | 1  | 1  | 3  | 3  |
| Royal Pari         | 5  | 7  | 6  | 3  | 2  | 2  | 1  | 1  | 4  | 6  | 5  | 6  | 3  | 4  | 2  | 5  | 3  | 3  | 4  | 4  | 4  | 4  | 4  | 4  | 4  | 4  |
| Wilstermann        | 11 | 10 | 11 | 6  | 4  | 4  | 5  | 4  | 5  | 3  | 4  | 5  | 7  | 7  | 5  | 4  | 6  | 7  | 6  | 5  | 6  | 5  | 5  | 5  | 5  | 5  |
| Guabirá            | 3  | 5  | 10 | 12 | 9  | 10 | 8  | 9  | 11 | 12 | 13 | 11 | 10 | 11 | 11 | 10 | 9  | 9  | 9  | 9  | 9  | 9  | 6  | 6  | 7  | 6  |
| Nacional Potosí    | 4  | 9  | 3  | 8  | 8  | 7  | 10 | 8  | 9  | 7  | 10 | 9  | 8  | 9  | 8  | 8  | 8  | 8  | 8  | 8  | 8  | 7  | 8  | 7  | 6  | 7  |
| Atlético Palmaflor | 13 | 11 | 12 | 7  | 7  | 5  | 7  | 6  | 6  | 5  | 6  | 7  | 5  | 3  | 7  | 6  | 7  | 5  | 7  | 6  | 7  | 8  | 9  | 9  | 9  | 8  |
| Blooming           | 6  | 2  | 8  | 10 | 11 | 9  | 6  | 5  | 3  | 4  | 2  | 4  | 7  | 6  | 6  | 7  | 5  | 6  | 5  | 7  | 5  | 6  | 7  | 8  | 8  | 9  |
| Oriente Petrolero  | 12 | 8  | 5  | 4  | 5  | 6  | 4  | 7  | 7  | 9  | 11 | 12 | 13 | 13 | 13 | 13 | 14 | 13 | 13 | 12 | 10 | 10 | 10 | 10 | 10 | 10 |
| Aurora             | 1  | 4  | 2  | 5  | 6  | 8  | 11 | 11 | 10 | 11 | 14 | 14 | 14 | 14 | 14 | 14 | 13 | 14 | 14 | 14 | 14 | 14 | 14 | 12 | 12 | 11 |
| Real Potosí        | 14 | 14 | 14 | 13 | 13 | 12 | 9  | 10 | 8  | 8  | 9  | 10 | 12 | 10 | 10 | 11 | 11 | 11 | 11 | 11 | 12 | 11 | 11 | 11 | 11 | 12 |
| San José           | 8  | 13 | 13 | 14 | 14 | 14 | 14 | 13 | 13 | 10 | 8  | 8  | 9  | 8  | 9  | 9  | 10 | 10 | 10 | 10 | 11 | 12 | 12 | 13 | 13 | 13 |
| Real Santa Cruz    | 7  | 3  | 7  | 9  | 10 | 11 | 13 | 14 | 14 | 14 | 12 | 13 | 11 | 12 | 12 | 12 | 12 | 12 | 12 | 13 | 13 | 13 | 13 | 14 | 14 | 14 |

| 1. 2. 3. 4. |

## Fixture
- La hora de cada encuentro corresponde al huso horario que rige a Bolivia (UTC-4).

### Primera vuelta
| Blooming        | 0 − 1 | Real Santa Cruz    | Ramón Aguilera Costas | 21 de enero | 20:30 |              | Juan García     | 8 | 0 |
| Aurora          | 3 − 0 | Real Potosí        | Félix Capriles        | 22 de enero | 15:00 | Luis Yrusta  | 3               | 0 |   |
| Guabirá         | 2 − 2 | Always Ready       | Gilberto Parada       | 22 de enero | 15:00 | Hostín Prado | 5               | 0 |   |
| Bolívar         | 3 − 1 | Atlético Palmaflor | Hernando Siles        | 22 de enero | 16:00 |              | Jordy Alemán    | 3 | 0 |
| Royal Pari      | 1 − 0 | Oriente Petrolero  | Ramón Aguilera Costas | 22 de enero | 20:30 |              | Rafael Subirana | 5 | 1 |
| Nacional Potosí | 1 − 0 | Wilstermann        | Víctor Agustín Ugarte | 23 de enero | 20:00 | Gery Vargas  | 2               | 0 |   |
| The Strongest   | 3 − 0 | San José           | Hernando Siles        | 4 de marzo  | 20:00 | Jordy Alemán | 4               | 0 |   |

| Always Ready       | 1 − 0 | Aurora          | Villa Ingenio         | 25 de enero | 15:00 |                   | Carlos Arteaga | 9 | 1 |
| Atlético Palmaflor | 1 − 0 | Royal Pari      | Félix Capriles        | 25 de enero | 17:15 | Ángel Flores      | 4              | 0 |   |
| San José           | 2 − 5 | Bolívar         | Jesús Bermúdez        | 25 de enero | 19:30 | Juan Nelio García | 1              | 0 |   |
| Real Potosí        | 1 − 3 | Blooming        | Víctor Agustín Ugarte | 26 de enero | 15:00 | Guildo Quenta     | 5              | 1 |   |
| Wilstermann        | 1 − 0 | Guabirá         | Félix Capriles        | 26 de enero | 17:15 | Javier Revollo    | 5              | 0 |   |
| Oriente Petrolero  | 1 − 0 | Nacional Potosí | Ramón Aguilera Costas | 26 de enero | 17:15 | José Jordán       | 2              | 0 |   |
| Real Santa Cruz    | 3 − 2 | The Strongest   | Ramón Aguilera Costas | 26 de enero | 19:30 | Dilio Rodríguez   | 7              | 2 |   |

| Royal Pari      | 1 − 0 | Bolívar            | Ramón Aguilera Costas | 29 de enero  | 15:00 |                 | Dilio Rodríguez | 8 | 0 |
| The Strongest   | 3 − 2 | Real Potosí        | Hernando Siles        | 29 de enero  | 18:15 | Rafael Subirana | 5               | 0 |   |
| Nacional Potosí | 4 − 2 | Atlético Palmaflor | Víctor Agustín Ugarte | 29 de enero  | 18:15 | Nelson Barro    | 4               | 1 |   |
| Blooming        | 0 − 2 | Always Ready       | Ramón Aguilera Costas | 29 de enero  | 20:30 | Gery Vargas     | 6               | 0 |   |
| Guabirá         | 1 − 2 | Oriente Petrolero  | Gilberto Parada       | 30 de enero  | 18:30 | Juan García     | 5               | 0 |   |
| Aurora          | 2 − 1 | Wilstermann        | Félix Capriles        | 30 de enero  | 20:30 | Luis Yrusta     | 7               | 0 |   |
| Real Santa Cruz | 1 − 1 | San José           | Gilberto Parada       | 5 de febrero | 15:00 | Ángel Flores    | 5               | 0 |   |

| Always Ready       | 4 − 1 | The Strongest   | Villa Ingenio         | 1 de febrero | 15:30 |                     | Jordy Alemán      | 8 | 0 |
| San José           | 0 − 2 | Royal Pari      | Jesús Bermúdez        | 1 de febrero | 20:00 | Luis Yrusta         | 3                 | 0 |   |
| Bolívar            | 4 − 0 | Nacional Potosí | Hernando Siles        | 1 de febrero | 20:00 |                     | Juan Nelio García | 3 | 0 |
| Wilstermann        | 3 − 0 | Blooming        | Félix Capriles        | 2 de febrero | 15:00 |                     | Dilio Rodríguez   | 5 | 0 |
| Real Potosí        | 2 − 1 | Real Santa Cruz | Víctor Agustín Ugarte | 2 de febrero | 17:15 | Álvaro Campos       | 7                 | 1 |   |
| Oriente Petrolero  | 2 − 1 | Aurora          | Ramón Aguilera Costas | 2 de febrero | 17:15 | Juan Marcelo Castro | 10                | 0 |   |
| Atlético Palmaflor | 2 − 0 | Guabirá         | Félix Capriles        | 2 de febrero | 19:30 | Edson Ríos          | 6                 | 0 |   |

| Aurora          | 0 − 0 | Atlético Palmaflor | Félix Capriles        | 8 de febrero | 15:00 |                  | José Jordán | 6 | 0 |
| Nacional Potosí | 0 − 0 | Royal Pari         | Víctor Agustín Ugarte | 8 de febrero | 17:15 | Jordy Alemán     | 7           | 1 |   |
| The Strongest   | 0 − 1 | Wilstermann        | Hernando Siles        | 8 de febrero | 19:30 | Dilio Rodríguez  | 11          | 3 |   |
| Always Ready    | 6 − 0 | Real Santa Cruz    | Villa Ingenio         | 9 de febrero | 15:00 | Jorge Justiniano | 3           | 0 |   |
| Guabirá         | 2 − 1 | Bolívar            | Gilberto Parada       | 9 de febrero | 15:00 | Javier Revollo   | 6           | 0 |   |
| Real Potosí     | 2 − 1 | San José           | Víctor Agustín Ugarte | 9 de febrero | 17:15 | Luis Yrusta      | 6           | 0 |   |
| Blooming        | 3 − 1 | Oriente Petrolero  | Ramón Aguilera Costas | 9 de febrero | 19:30 | Gery Vargas      | 9           | 1 |   |

| Always Ready       | 4 − 1 | Real Potosí     | Villa Ingenio         | 12 de febrero | 15:00 |                     | José Jordán      | 4 | 1 |
| Bolívar            | 3 − 0 | Aurora          | Hernando Siles        | 12 de febrero | 20:00 |                     | Nelson Barro     | 4 | 0 |
| San José           | 1 − 1 | Nacional Potosí | Jesús Bermúdez        | 12 de febrero | 20:30 |                     | Charles Terrazas | 4 | 0 |
| Royal Pari         | 2 − 1 | Guabirá         | Ramón Aguilera Costas | 12 de febrero | 20:30 | Rafael Subirana     | 4                | 0 |   |
| Atlético Palmaflor | 2 − 1 | Blooming        | Félix Capriles        | 13 de febrero | 15:00 | Luis Yrusta         | 5                | 1 |   |
| Wilstermann        | 0 − 0 | Real Santa Cruz | Félix Capriles        | 13 de febrero | 20:00 | Gaad Flores Ramírez | 6                | 0 |   |
| Oriente Petrolero  | 0 − 3 | The Strongest   | Ramón Aguilera Costas | 15 de marzo   | 17:15 | Jordy Alemán        | 8                | 0 |   |

| Always Ready    | 1 − 2 | San José           | Villa Ingenio         | 15 de febrero | 15:00 |                  | Ivo Méndez | 6 | 1 |
| Guabirá         | 1 − 0 | Nacional Potosí    | Gilberto Parada       | 15 de febrero | 17:15 | Fernando Toledo  | 7          | 2 |   |
| Real Potosí     | 4 − 1 | Wilstermann        | Víctor Agustín Ugarte | 16 de febrero | 15:00 | Javier Revollo   | 7          | 0 |   |
| Real Santa Cruz | 1 − 5 | Oriente Petrolero  | Ramón Aguilera Costas | 16 de febrero | 15:00 | Rafael Subirana  | 6          | 2 |   |
| The Strongest   | 1 − 0 | Atlético Palmaflor | Hernando Siles        | 16 de febrero | 17:15 | Jorge Justiniano | 6          | 1 |   |
| Blooming        | 2 − 1 | Bolívar            | Ramón Aguilera Costas | 16 de febrero | 19:30 | José Jordán      | 9          | 2 |   |
| Aurora          | 0 − 1 | Royal Pari         | Félix Capriles        | 17 de febrero | 18:00 | Guildo Quenta    | 8          | 1 |   |

| Bolívar            | 5 − 4 | The Strongest     | Hernando Siles        | 21 de febrero | 18:00 |                | Jorge Justiniano   | 7 | 0 |
| San José           | 2 − 2 | Guabirá           | Jesús Bermúdez        | 21 de febrero | 19:00 |                | Joaquín Verástegui | 2 | 0 |
| Atlético Palmaflor | 2 − 1 | Real Santa Cruz   | Félix Capriles        | 22 de febrero | 15:00 | Javier Revollo | 11                 | 2 |   |
| Royal Pari         | 2 − 3 | Blooming          | Ramón Aguilera Costas | 23 de febrero | 15:00 | Juan García    | 3                  | 0 |   |
| Nacional Potosí    | 2 − 1 | Aurora            | Víctor Agustín Ugarte | 23 de febrero | 15:00 | Ivo Méndez     | 6                  | 0 |   |
| Wilstermann        | 2 − 0 | Always Ready      | Félix Capriles        | 23 de febrero | 17:15 | José Jordán    | 8                  | 0 |   |
| Real Potosí        | 2 − 2 | Oriente Petrolero | Víctor Agustín Ugarte | 4 de marzo    | 20:30 | Guildo Quenta  | 6                  | 0 |   |

| Always Ready    | 4 − 2 | Oriente Petrolero  | Villa Ingenio         | 26 de febrero | 15:00 |                  | Javier Revollo | 5 | 1 |
| Real Potosí     | 1 − 0 | Atlético Palmaflor | Víctor Agustín Ugarte | 26 de febrero | 18:15 | Ivo Méndez       | 8              | 0 |   |
| Wilstermann     | 1 − 2 | San José           | Félix Capriles        | 26 de febrero | 20:30 | Juan García      | 5              | 2 |   |
| Real Santa Cruz | 2 − 4 | Bolívar            | Ramón Aguilera Costas | 27 de febrero | 15:00 | Dilio Rodríguez  | 6              | 0 |   |
| Aurora          | 2 − 0 | Guabirá            | Félix Capriles        | 27 de febrero | 18:15 | Luis Yrusta      | 8              | 0 |   |
| The Strongest   | 4 − 0 | Royal Pari         | Hernando Siles        | 27 de febrero | 20:30 | Nelson Barro     | 2              | 0 |   |
| Blooming        | 2 − 1 | Nacional Potosí    | Ramón Aguilera Costas | 27 de febrero | 20:30 | Charles Terrazas | 2              | 2 |   |

| Nacional Potosí    | 3 − 1 | The Strongest   | Víctor Agustín Ugarte    | 1 de marzo | 15:00 |                 | Javier Revollo | 11 | 1 |
| Bolívar            | 0 − 0 | Real Potosí     | Hernando Siles           | 1 de marzo | 16:00 |                 | Raúl Orozco    | 6  | 1 |
| San José           | 1 − 0 | Aurora          | Jesús Bermúdez           | 1 de marzo | 17:15 |                 | José Jordán    | 6  | 0 |
| Oriente Petrolero  | 0 − 1 | Wilstermann     | Ramón Aguilera Costas    | 1 de marzo | 19:30 | Gery Vargas     | 6              | 0  |   |
| Atlético Palmaflor | 2 − 0 | Always Ready    | Municipal de Quillacollo | 2 de marzo | 18:15 | Rafael Subirana | 3              | 0  |   |
| Royal Pari         | 0 − 2 | Real Santa Cruz | Ramón Aguilera Costas    | 2 de marzo | 20:30 | Carlos Arteaga  | 8              | 1  |   |
| Guabirá            | 1 − 1 | Blooming        | Gilberto Parada          | 3 de marzo | 20:30 | Ivo Méndez      | 7              | 0  |   |

| Real Santa Cruz | 2 − 1 | Nacional Potosí    | Ramón Aguilera Costas | 6 de marzo | 15:00 |                 | Juan Castro | 3 | 0 |
| Always Ready    | 2 − 1 | Bolívar            | Villa Ingenio         | 7 de marzo | 15:00 | Ivo Méndez      | 5           | 1 |   |
| Wilstermann     | 2 − 1 | Atlético Palmaflor | Félix Capriles        | 7 de marzo | 17:15 | Carlos García   | 4           | 0 |   |
| Blooming        | 3 − 0 | Aurora             | Ramón Aguilera Costas | 7 de marzo | 17:15 | Dilio Rodríguez | 3           | 0 |   |
| The Strongest   | 6 − 2 | Guabirá            | Hernando Siles        | 8 de marzo | 15:00 | Nelson Barro    | 3           | 1 |   |
| Real Potosí     | 2 − 2 | Royal Pari         | Víctor Agustín Ugarte | 8 de marzo | 17:15 | Gery Vargas     | 9           | 1 |   |
| San José        | 4 − 1 | Oriente Petrolero  | Jesús Bermúdez        | 8 de marzo | 19:30 | Raúl Orozco     | 4           | 0 |   |

| Royal Pari         | 4 − 1 | Always Ready      | Ramón Aguilera Costas    | 11 de marzo | 15:00 |                 | José Jordán | 6 | 1 |
| Atlético Palmaflor | 1 − 0 | Oriente Petrolero | Municipal de Quillacollo | 11 de marzo | 18:15 | Dilio Rodríguez | 3           | 1 |   |
| San José           | 1 − 0 | Blooming          | Jesús Bermúdez           | 11 de marzo | 20:30 | Carlos García   | 8           | 3 |   |
| Aurora             | 1 − 2 | The Strongest     | Félix Capriles           | 12 de marzo | 20:00 | Rafael Subirana | 6           | 1 |   |
| Bolívar            | 1 − 1 | Wilstermann       | Hernando Siles           | 14 de marzo | 16:00 |                 | Gery Vargas | 8 | 0 |
| Nacional Potosí    | 4 − 0 | Real Potosí       | Víctor Agustín Ugarte    | 15 de marzo | 15:00 |                 | Ivo Méndez  | 7 | 1 |
| Guabirá            | 1 − 0 | Real Santa Cruz   | Gilberto Parada          | 15 de marzo | 17:15 | Carlos Arteaga  | 4           | 0 |   |

| Always Ready       | 2 − 2 | Nacional Potosí | Villa Ingenio                | 27 de noviembre | 15:00 |                  | José Jordán | 8 | 0 |
| Real Santa Cruz    | 4 − 2 | Aurora          | Real Santa Cruz              | 27 de noviembre | 15:30 | Dilio Rodríguez  | 5           | 2 |   |
| Real Potosí        | 0 − 1 | Guabirá         | Víctor Agustín Ugarte        | 27 de noviembre | 17:30 | Charles Terrazas | 5           | 2 |   |
| Oriente Petrolero  | 3 − 4 | Bolívar         | Ramón Aguilera Costas        | 27 de noviembre | 20:30 | Javier Revollo   | 6           | 1 |   |
| Atlético Palmaflor | 5 − 0 | San José        | Bicentenario de Villa Tunari | 28 de noviembre | 15:00 | Carlos Arteaga   | 1           | 0 |   |
| The Strongest      | 3 − 0 | Blooming        | Hernando Siles               | 28 de noviembre | 17:15 | Nelson Barro     | 2           | 0 |   |
| Wilstermann        | 2 − 3 | Royal Pari      | Félix Capriles               | 28 de noviembre | 19:30 | Luis Yrusta      | 3           | 1 |   |

### Segunda vuelta
| Wilstermann        | 2 − 1 | Nacional Potosí | Capitán José Ángulo          | 30 de noviembre | 15:00 |                 | Juan García | 6 | 1 |
| Real Santa Cruz    | 0 − 2 | Blooming        | Real Santa Cruz              | 30 de noviembre | 15:00 | Ivo Méndez      | 8           | 0 |   |
| San José           | 1 − 1 | The Strongest   | Jesús Bermúdez               | 30 de noviembre | 17:15 | Raúl Orozco     | 10          | 2 |   |
| Always Ready       | 2 − 0 | Guabirá         | Villa Ingenio                | 1 de diciembre  | 15:00 | Álvaro Campos   | 7           | 0 |   |
| Atlético Palmaflor | 1 − 0 | Bolívar         | Bicentenario de Villa Tunari | 1 de diciembre  | 15:00 | Jorge Mancilla  | 9           | 1 |   |
| Real Potosí        | 2 − 1 | Aurora          | Víctor Agustín Ugarte        | 1 de diciembre  | 17:15 | Guildo Quenta   | 1           | 0 |   |
| Oriente Petrolero  | 2 − 2 | Royal Pari      | Ramón Aguilera Costas        | 1 de diciembre  | 19:30 | Rafael Subirana | 7           | 1 |   |

| The Strongest   | 4 − 2 | Real Santa Cruz    | Hernando Siles        | 2 de diciembre | 19:00 |                | Javier Revollo  | 8 | 1 |
| Royal Pari      | 3 − 1 | Atlético Palmaflor | Ramón Aguilera Costas | 3 de diciembre | 15:00 | Jorge Mancilla | 6               | 0 |   |
| Nacional Potosí | 2 − 1 | Oriente Petrolero  | Víctor Agustín Ugarte | 3 de diciembre | 17:15 | Raúl Orozco    | 5               | 1 |   |
| Blooming        | 2 − 1 | Real Potosí        | Ramón Aguilera Costas | 3 de diciembre | 20:00 | Guildo Quenta  | 7               | 0 |   |
| Guabirá         | 1 − 3 | Wilstermann        | Gilberto Parada       | 4 de diciembre | 15:00 | Jordy Alemán   | 9               | 0 |   |
| Bolívar         | 2 − 0 | San José           | Hernando Siles        | 4 de diciembre | 16:00 |                | Dilio Rodríguez | 6 | 0 |
| Aurora          | 1 − 1 | Always Ready       | Félix Capriles        | 4 de diciembre | 17:15 |                | Rafael Subirana | 4 | 0 |

| Atlético Palmaflor | 0 − 0 | Nacional Potosí | Bicentenario de Villa Tunari | 6 de diciembre | 15:00 |                  | Christian Alemán | 4 | 0 |
| Bolívar            | 4 − 0 | Royal Pari      | Hernando Siles               | 6 de diciembre | 16:00 |                  | Raúl Orozco      | 3 | 0 |
| Real Potosí        | 3 − 5 | The Strongest   | Víctor Agustín Ugarte        | 6 de diciembre | 17:15 |                  | Carlos Arteaga   | 6 | 0 |
| Oriente Petrolero  | 2 − 3 | Guabirá         | Ramón Aguilera Costas        | 6 de diciembre | 19:30 | Juan García      | 2                | 0 |   |
| Always Ready       | 8 − 0 | Blooming        | Villa Ingenio                | 7 de diciembre | 15:00 | Charles Terrazas | 2                | 0 |   |
| San José           | 4 − 1 | Real Santa Cruz | Jesús Bermúdez               | 7 de diciembre | 17:15 | Gaad Flores      | 3                | 0 |   |
| Wilstermann        | 1 − 1 | Aurora          | Félix Capriles               | 7 de diciembre | 20:00 | Gery Vargas      | 8                | 1 |   |

| Guabirá         | 2 − 0 | Atlético Palmaflor | Gilberto Parada       | 8 de diciembre  | 15:00 |                 | Guildo Quenta | 6 | 0 |
| Nacional Potosí | 1 − 1 | Bolívar            | Víctor Agustín Ugarte | 8 de diciembre  | 20:00 | Dilio Rodríguez | 2             | 0 |   |
| Royal Pari      | 2 − 0 | San José           | Ramón Aguilera Costas | 9 de diciembre  | 15:00 | Luis Yrusta     | 5             | 0 |   |
| Real Santa Cruz | 3 − 1 | Real Potosí        | Real Santa Cruz       | 9 de diciembre  | 15:00 | Hostin Prado    | 6             | 0 |   |
| The Strongest   | 2 − 0 | Always Ready       | Hernando Siles        | 9 de diciembre  | 17:15 | Ivo Méndez      | 9             | 2 |   |
| Blooming        | 2 − 1 | Jorge Wilstermann  | Ramón Aguilera Costas | 9 de diciembre  | 20:00 | José Jordán     | 4             | 0 |   |
| Aurora          | 2 − 1 | Oriente Petrolero  | Félix Capriles        | 10 de diciembre | 15:00 | Nelson Barro    | 9             | 2 |   |

| San José           | 1 − 2 | Real Potosí     | Jesús Bermúdez        | 11 de diciembre | 15:00 |                  | Juan García      | 4 | 1 |
| Bolívar            | 5 − 0 | Guabirá         | Hernando Siles        | 11 de diciembre | 16:00 |                  | Christian Alemán | 5 | 0 |
| Royal Pari         | 4 − 1 | Nacional Potosí | Gilberto Parada       | 11 de diciembre | 17:15 |                  | Guildo Quenta    | 5 | 0 |
| Wilstermann        | 0 − 0 | The Strongest   | Félix Capriles        | 11 de diciembre | 19:30 | Jorge Mancilla   | 9                | 0 |   |
| Atlético Palmaflor | 1 − 0 | Aurora          | Villa Tunari          | 12 de diciembre | 15:00 | Carlos García    | 5                | 1 |   |
| Real Santa Cruz    | 0 − 3 | Always Ready    | Real Santa Cruz       | 12 de diciembre | 15:00 | Charles Terrazas | 5                | 0 |   |
| Oriente Petrolero  | 1 − 0 | Blooming        | Ramón Aguilera Costas | 12 de diciembre | 19:30 | Gery Vargas      | 3                | 1 |   |

| Nacional Potosí | 3 − 2 | San José           | Víctor Agustín Ugarte | 13 de diciembre | 15:00 |                 | Nelson Barro | 3 | 0 |
| Real Santa Cruz | 1 − 3 | Wilstermann        | Real Santa Cruz       | 14 de diciembre | 15:00 | Guildo Quenta   | 6            | 0 |   |
| The Strongest   | 7 − 0 | Oriente Petrolero  | Hernando Siles        | 14 de diciembre | 17:15 | Raúl Orozco     | 1            | 1 |   |
| Blooming        | 3 − 1 | Atlético Palmaflor | Ramón Aguilera Costas | 14 de diciembre | 19:30 | Gaad Flores     | 4            | 1 |   |
| Aurora          | 0 − 1 | Bolívar            | Félix Capriles        | 15 de diciembre | 15:00 | Ivo Méndez      | 4            | 1 |   |
| Real Potosí     | 3 − 5 | Always Ready       | Víctor Agustín Ugarte | 15 de diciembre | 19:30 | Carlos Arteaga  | 6            | 0 |   |
| Guabirá         | 4 − 2 | Royal Pari         | Gilberto Parada       | 15 de diciembre | 20:00 | Rafael Subirana | 12           | 0 |   |

| Atlético Palmaflor | 2 − 1 | The Strongest   | Félix Capriles        | 16 de diciembre | 15:00 |              | Dilio Rodríguez | 7 | 0 |
| Oriente Petrolero  | 3 − 2 | Real Santa Cruz | Gilberto Parada       | 16 de diciembre | 19:30 | Juan García  | 7               | 0 |   |
| Royal Pari         | 1 − 0 | Aurora          | Gilberto Parada       | 17 de diciembre | 15:00 | Luis Yrusta  | 7               | 0 |   |
| Nacional Potosí    | 1 − 0 | Guabirá         | Víctor Agustín Ugarte | 17 de diciembre | 15:00 | Raúl Orozco  | 3               | 0 |   |
| Bolívar            | 3 − 0 | Blooming        | Hernando Siles        | 17 de diciembre | 16:00 |              | Jorge Mancilla  | 2 | 0 |
| San José           | 1 − 3 | Always Ready    | Jesús Bermúdez        | 17 de diciembre | 17:15 |              | Ivo Méndez      | 3 | 1 |
| Wilstermann        | 3 − 1 | Real Potosí     | Félix Capriles        | 17 de diciembre | 19:30 | Jordy Alemán | 5               | 0 |   |

| Real Santa Cruz   | 2 − 1 | Atlético Palmaflor | Real Santa Cruz       | 19 de diciembre | 15:00 |                  | Marcelo Castro | 9 | 0 |
| Aurora            | 1 − 1 | Nacional Potosí    | Félix Capriles        | 19 de diciembre | 17:15 | Luis Yrustra     | 3              | 0 |   |
| The Strongest     | 2 − 1 | Bolívar            | Hernando Siles        | 19 de diciembre | 17:15 | Gery Vargas      | 5              | 0 |   |
| Blooming          | 1 − 0 | Royal Pari         | Ramón Aguilera Costas | 19 de diciembre | 20:30 | Carlos Arteaga   | 8              | 0 |   |
| Always Ready      | 1 − 0 | Wilstermann        | Villa Ingenio         | 20 de diciembre | 15:00 | Dilio Rodríguez  | 4              | 0 |   |
| Guabirá           | 4 − 0 | San José           | Gilberto Parada       | 20 de diciembre | 17:15 | Charles Terrazas | 5              | 0 |   |
| Oriente Petrolero | 2 − 0 | Real Potosí        | Ramón Aguilera Costas | 20 de diciembre | 20:00 | Javier Revollo   | 5              | 0 |   |

| Nacional Potosí    | 1 − 0 | Blooming        | Víctor Agustín Ugarte | 21 de diciembre | 15:00 |              | Guildo Quenta | 5 | 0 |
| Royal Pari         | 1 − 0 | The Strongest   | Gilberto Parada       | 21 de diciembre | 17:15 | Raúl Orozco  | 6             | 0 |   |
| Atlético Palmaflor | 0 − 0 | Real Potosí     | Villa Tunari          | 22 de diciembre | 15:00 | Ivo Méndez   | 4             | 0 |   |
| San José           | 0 − 2 | Wilstermann     | Jesús Bermúdez        | 22 de diciembre | 15:00 | Juan García  | 2             | 0 |   |
| Bolívar            | 4 − 0 | Real Santa Cruz | Hernando Siles        | 22 de diciembre | 17:00 |              | Álvaro Campos | 4 | 0 |
| Oriente Petrolero  | 2 − 0 | Always Ready    | Ramón Aguilera Costas | 22 de diciembre | 17:15 |              | Hostin Prado  | 6 | 0 |
| Guabirá            | 2 − 1 | Aurora          | Gilberto Parada       | 22 de diciembre | 20:00 | Nelson Barro | 5             | 0 |   |

| Jorge Wilstermann | 2 − 2 | Oriente Petrolero  | Félix Capriles        | 24 de diciembre | 12:00 |                  | Alejandro Mancilla | 4 | 2 |
| Real Santa Cruz   | 2 − 4 | Royal Pari         | Real Santa Cruz       | 24 de diciembre | 15:00 | Juan García      | 8                  | 0 |   |
| The Strongest     | 3 − 0 | Nacional Potosí    | Hernando Siles        | 24 de diciembre | 17:15 | Jordy Alemán     | 1                  | 0 |   |
| Always Ready      | 4 − 0 | Atlético Palmaflor | Villa Ingenio         | 25 de diciembre | 15:00 | Carlos Arteaga   | 1                  | 0 |   |
| Aurora            | 2 − 0 | San José           | Félix Capriles        | 25 de diciembre | 15:00 | Juan Castro      | 4                  | 0 |   |
| Blooming          | 1 − 2 | Guabirá            | Ramón Aguilera Costas | 25 de diciembre | 17:15 | Ivo Méndez       | 6                  | 1 |   |
| Real Potosí       | 2 − 3 | Bolívar            | Víctor Agustín Ugarte | 25 de diciembre | 19:30 | Charles Terrazas | 9                  | 0 |   |

| Atlético Palmaflor | 1 − 1 | Wilstermann     | Félix Capriles        | 27 de diciembre | 11:00 |                 | Raúl Orozco | 1 | 0 |
| Aurora             | 3 − 2 | Blooming        | Félix Capriles        | 27 de diciembre | 15:00 | Luis Yrustra    | 3           | 0 |   |
| Oriente Petrolero  | 1 − 0 | San José        | Ramón Aguilera Costas | 27 de diciembre | 15:00 | Dilio Rodríguez | 2           | 1 |   |
| Royal Pari         | 1 − 1 | Real Potosí     | Real Santa Cruz       | 27 de diciembre | 15:00 | Gery Vargas     | 7           | 1 |   |
| Guabirá            | 3 − 2 | The Strongest   | Gilberto Parada       | 27 de diciembre | 15:00 | Jorge Mancilla  | 2           | 0 |   |
| Nacional Potosí    | 1 − 0 | Real Santa Cruz | Víctor Agustín Ugarte | 27 de diciembre | 15:00 | Carlos García   | 2           | 0 |   |
| Bolívar            | 0 − 0 | Always Ready    | Hernando Siles        | 27 de diciembre | 16:00 |                 | Ivo Méndez  | 7 | 0 |

| Always Ready      | 2 − 1 | Royal Pari         | Villa Ingenio         | 29 de diciembre | 15:00 |                | Dilio Rodríguez | 5 | 0 |
| Oriente Petrolero | 0 − 1 | Atlético Palmaflor | Ramón Aguilera Costas | 29 de diciembre | 15:00 | José Jordán    | 1               | 0 |   |
| Blooming          | 4 − 0 | San José           | Gilberto Parada       | 29 de diciembre | 15:00 | Raúl Orozco    | 1               | 1 |   |
| The Strongest     | 2 − 0 | Aurora             | Hernando Siles        | 29 de diciembre | 15:00 | Juan García    | 2               | 0 |   |
| Wilstermann       | 2 − 0 | Bolívar            | Félix Capriles        | 29 de diciembre | 15:00 | Gery Vargas    | 7               | 2 |   |
| Real Potosí       | 2 − 3 | Nacional Potosí    | Víctor Agustín Ugarte | 29 de diciembre | 15:00 | Luis Yrusta    | 3               | 0 |   |
| Real Santa Cruz   | 4 − 4 | Guabirá            | Real Santa Cruz       | 29 de diciembre | 15:00 | Carlos Arteaga | 8               | 0 |   |

| Aurora          | 1 − 1 | Real Santa Cruz    | Félix Capriles        | 31 de diciembre | 15:00 |                 | Álvaro Campos | 7 | 0 |
| Guabirá         | 4 − 0 | Real Potosí        | Gilberto Parada       | 31 de diciembre | 15:00 | Guildo Quenta   | 5             | 0 |   |
| Nacional Potosí | 0 − 2 | Always Ready (C)   | Víctor Agustín Ugarte | 31 de diciembre | 15:00 | José Jordán     | 7             | 0 |   |
| San José        | 1 − 1 | Atlético Palmaflor | Jesús Bermúdez        | 31 de diciembre | 15:00 | Juan García     | 1             | 0 |   |
| Royal Pari      | 3 − 0 | Wilstermann        | Ramón Aguilera Costas | 31 de diciembre | 15:00 | Luis Yrustra    | 5             | 1 |   |
| Blooming        | 1 − 3 | The Strongest      | Real Santa Cruz       | 31 de diciembre | 15:00 | Dilio Rodríguez | 5             | 0 |   |
| Bolívar         | 4 − 1 | Oriente Petrolero  | Hernando Siles        | 31 de diciembre | 15:00 |                 | Raúl Orozco   | 3 | 0 |

#### Campeón
| |
| Always Ready 1.er título de División Profesional 3.er título de Primera División Clasificado a la Copa Libertadores 2021 (Bolivia 1) |

## Estadísticas

### Goleadores
- Actualizado el 31 de diciembre de 2020.

| Jugador            | Equipos            | Goles |
| ------------------ | ------------------ | ----- |
| Marcos Riquelme    | Bolívar            | 20    |
| Jair Reinoso       | The Strongest      | 17    |
| Jefferson da Silva | Atlético Palmaflor | 14    |
| Willie Barbosa     | The Strongest      | 13    |
| Javier Sanguinetti | Always Ready       | 13    |
| Bruno Miranda      | Royal Pari         | 12    |

Fuente: Soccerway

### Récords de goles
- Primer gol del Torneo Apertura 2020:
  -  Carlos Navas (83') (Fecha 1:  Blooming 1 -  1  Real Santa Cruz )
- Último gol del Torneo Apertura 2020:
  - Por definir
- Gol más rápido:
  -  John Jairo Mosquera (0' 17) (Fecha 12:  Royal Pari 4 -  1  Always Ready )
- Gol más tardío:
  -  Gustavo Britos (99' 39) (Fecha 9: Always Ready 4 -  2  Oriente Petrolero)
- Mayor número de goles marcados en un partido:
  - 9 goles:  Bolívar 5 - 4 The Strongest  (Fecha 8)
- Mayor victoria de local:
  -  Always Ready 6 - 0 Real Santa CruzArchivo:Icon Real Santa Cruz.jpg (Fecha 5)
- Mayor victoria de visita:
  - Archivo:Icon Real Santa Cruz.jpg Real Santa Cruz 1 - 5 Oriente Petrolero (Fecha 7)
- Mayor victoria de visita fuera del Departamento de origen:
  -  San José2 - 5 Bolivar  (Fecha 2)

- Actualizado hasta el 11 de marzo de 2020